# Stewartiella crucifolia
Stewartiella crucifolia är en flockblommig växtart som först beskrevs av Alexander Gilli, och fick sitt nu gällande namn av Ian Charleson Hedge och Lamond. Stewartiella crucifolia ingår i släktet Stewartiella och familjen flockblommiga växter. Inga underarter finns listade i Catalogue of Life.